# Полосатая трёхпёрстка
Полосатая трёхпёрстка (лат. Turnix suscitator) — вид птиц из семейства трёхпёрсток. Встречается в разнообразных местообитаниях в Южной и Юго-Восточной Азии.

## Таксономия
Вид был официально описан в 1789 году в роде Tetrao немецким натуралистом Иоганном Фридрихом Гмелиным в 13-м переработанном и расширенном издании «Системы природы». Гмелиным были использованы иллюстрация и описание английского орнитолога Фрэнсиса Уиллоби, который называл эту птицу «индийским перепелом Бронтиуса» с острова Ява.   Род Turnix,  к которому теперь отнесена полосатая трёхпёрстка, был введён в 1791 году французским натуралистом Пьером Боннатером. Название рода произведено сокращением слова Coturnix (перепел).
В пределах вида выделяют 16 подвидов
- T. s. plumbipes (Hodgson, 1837) – от Непала до северо-востока Индии и севера Мьянмы.
- T. s. bengalensis Blyth, 1852 – северо-восток Индии.
- T. s. taigoor (Sykes, 1832) – остальная часть Индии.
- T. s. leggei Baker E.C.S., 1920 – Шри-Ланка.
- T. s. okinavensis Phillips A.R., 1947 – с юга от Кюсю до островов Рюкю (юг Японии).
- T. s. rostratus Swinhoe, 1865 – Тайвань.
- T. s. blakistoni (Swinhoe, 1871) – восток Мьянмы, юг Китая и север Индокитая.
- T. s. pallescens Robinson & Baker, ECS, 1928 – центральная часть юга Мьянмы.
- T. s. thai Deignan, 1946 – северо-западный и центральный Таиланд
- T. s. atrogularis (Eyton, 1839) – юг Мьянмы, юг Таиланда и Малайский полуостров.
- T. s. suscitator (Gmelin, 1789) – Суматра, Белитунг и остров Бангка (к востоку от южной Суматры), Ява, Бавеан (к северу от восточной Явы) и Бали.
- T. s. powelli Guillemard, 1885 – От Ломбока до острова Алор (запад, центральная часть Малых Зондских островов).
- T. s. rufilatus Wallace, 1865 – Сулавеси.
- T. s. haynaldi W. Blasius, 1888 – юго-запад Филиппин (Палаван).
- T. s. fasciatus (Temminck, 1815) – острова Лусон, Миндоро, Масбате и Сибуян.
- T. s. nigrescens Tweeddale, 1878 – острова Себу, Гимарас, Негрос и Панай.

## Описание
Размером с небольшого перепела, длина примерно 15 см. Самцы массой 35-52 г, самки крупнее — массой 47-68 г. Оперение рыжевато-коричневое сверху, ржавое и желтовато-коричневое снизу. Горло и грудь с чёрной полосой. Самка крупнее и ярче окрашена, с чёрными горлом и серединой груди. Диагностическими признаками являются сине-серые клюв и ноги, желтовато-белые глаза, а также бледно-охристые плечи. В полёте на крыльях видны пятна.

## Распространение и среда обитания
Полосатая трёхпёрстка широко распространена на юге Азии. Вид встречается по всей Индии до высоты около 2500 м в Гималаях, в Шри-Ланке, Бангладеш, Мьянме, Индонезии, на Филиппинах и на большей части Юго-Восточной Азии, в том числе на южных островах Японии.
Населяет в большинстве местообитаний, кроме густых лесов и пустынь: в разреженных лесах, кустарниках, сельскохозяйственных угодьях. Птицы встречаются поодиночке или небольшими группами. Оседлый или локально кочующий вид.

## Размножение
В отличие от перепелов, основная часть заботы о потомстве у трёхпёрсток ложится на самцов. Самки трёхпёрсток полиандричны. Они окрашены ярче самцов, лидируют в токовых играх, привлекая внимание самцов громкими стучащими звуками «дрр-р-р-р-р». Токуют в кустарниках и на лугах, где самки борются между собой за обладание самцом.
Наземное гнездо в виде углубления в земле, выстланным травой, строит самка. Сверху гнездо может быть также прикрыто окружающей растительностью. Обычная кладка состоит из 3–4 серовато-белых яиц, обильно испещрённых красновато-коричневыми или черновато-фиолетовыми крапинками. Яйцо весит от 4,6 до 7,1 г. Инкубационный период составляет примерно 13 дней. 
Самец в одиночку насиживает яйца и водит цыплят. Птенцы выводкового типа: вылупляются в пуховом оперении и могут почти сразу следовать за родителем. Птенцы становятся самостоятельными за 40 дней.
Самка, найдя нового партнёра, делает следующую кладку. В зависимости от региона гнездовой период может длиться разное время.  